# Badminton bei den Island Games 2003
Bei den Island Games 2003 wurden auf der Guernsey sechs Badmintonwettbewerbe ausgetragen.

## Medaillengewinner
| Disziplin    | Gold                              | Silber                      | Bronze                         |
| ------------ | --------------------------------- | --------------------------- | ------------------------------ |
| Herreneinzel | Darren Le Tissier                 | Paul Le Tocq                | Simon Gaines                   |
| Herreneinzel | Darren Le Tissier                 | Paul Le Tocq                | Mininnguaq Kleist              |
| Dameneinzel  | Elena Johnson                     | Helena Nirs                 | Mariana Agathangelou           |
| Dameneinzel  | Elena Johnson                     | Helena Nirs                 | Sarah Garbutt                  |
| Herrendoppel | Darren Le Tissier Kevin Le Moigne | Alex Wyett Paul Le Tocq     | Bror Madsen Frank Bagger       |
| Herrendoppel | Darren Le Tissier Kevin Le Moigne | Alex Wyett Paul Le Tocq     | Mininnguaq Kleist Tom Stilling |
| Damendoppel  | Sarah Garbutt Sally Wood          | Wendy Trebert Elena Johnson | Anne Wood Audrey Leask         |
| Damendoppel  | Sarah Garbutt Sally Wood          | Wendy Trebert Elena Johnson | Helena Nirs Anneli Gate        |
| Mixed        | Darren Le Tissier Wendy Trebert   | Kevin Le Moigne Sally Wood  | Paul Le Tocq Sarah Garbutt     |
| Mixed        | Darren Le Tissier Wendy Trebert   | Kevin Le Moigne Sally Wood  | Simon Gaines Cara Kerwin       |
| Team         | Guernsey                          | Grönland                    | Shetlandinseln                 |